# 井上彰
井上 彰（いのうえ あきら、1975年 - ）は、日本の政治哲学者。東京大学大学院総合文化研究科国際社会科学専攻教授。

## 略歴
1997年3月慶應義塾大学商学部卒業、1999年3月東京大学大学院総合文化研究科国際社会科学専攻修士課程修了、2005年3月東京大学大学院総合文化研究科国際社会科学専攻博士課程単位取得退学、2006年3月オーストラリア国立大学大学院PhDコース卒業、2008年10月〜2010年6月東京大学大学院総合文化研究科国際社会科学専攻助教、2010年7月〜2013年3月群馬大学社会情報学部情報社会科学科講師、2013年4月〜2017年3月立命館大学大学院先端総合学術研究科准教授、2017年4月〜2021年３月東京大学大学院総合文化研究科国際社会科学専攻准教授、2021年４月～同教授。
松原隆一郎の門下生。

## 著書

### 単著
- 『正義・平等・責任』（岩波書店、2017年）

### 共編著
- 『実践する政治哲学』宇野重規、山崎望共編著（ナカニシヤ出版、2012年）
- 『政治理論とは何か』田村哲樹共編著（風行社、2014年）